# フレデリック・コンヴァース
フレデリック・シェパード・コンヴァース（英語: Frederick Shepherd Converse, 1871年1月5日 - 1940年6月8日）はアメリカ合衆国の作曲家・音楽教師。賛美歌≪慈しみ深き友なるイエスは≫（または文部省唱歌≪星の世界≫）の作曲者のチャールズ・コンヴァースとは別人である。

## 経歴
1871年、マサチューセッツ州ニュートンに生まれる。ハーヴァード大学に入学し、ジョン・ノウルズ・ペインに音楽理論その他を師事。1893年に音楽学により最優等の成績で卒業した。その間、ボストンでジョージ・ホワイトフィールド・チャドウィックにも作曲を学び、その推薦状を得てミュンヘンのヨーゼフ・ラインベルガーのもとに留学する。1898年に帰国。1905年にアメリカ人作曲家として初めて、メトロポリタン歌劇場よりオペラを上演された。その後も精力的にオペラの創作・上演に取り組み、≪欲望のパイプ≫（1910年）、≪生け贄≫（1911年）、≪船乗りシンバッド≫などを作曲した。
コンヴァースは後に、恩師チャドウィックが院長を勤めるニューイングランド音楽院の教授に迎えられ、1938年に健康の不安から引退するまで、教鞭を執った。有名な門人としては、フローレンス・プライスやアラン・ホヴァネス、大澤壽人の名が挙げられる。
1940年、マサチューセッツ州ウェストウッドにて他界。

## 作曲作品・評価
現在コンヴァースは、標題音楽の作曲で成功を収めることのできた最初のニューイングランドの作曲家として、アメリカ音楽史にその名を残している。コンヴァースは、R.シュトラウスなどの同時代のヨーロッパの後期ロマン派音楽に根強く影響されていたが、着想の源はしばしばアメリカ人の生活感情に根ざしている。たとえば、最初の交響詩≪神秘のらっぱ吹き≫（1904年）は、ウォルト・ホイットマンの『草の葉』に着想を得た作品である。
交響詩≪大衆車1000万台 Flivver Ten Million≫は、1927年にフォード・モデルTの総生産数1000万台達成を記念して作曲された。同時期に、オネゲルによる鉄道賛美の≪パシフィック231≫や、モソロフの重工業の生産過程を描写した≪鉄工場≫があることから、このコンヴァース作品もモータリゼーション賛美の描写音楽と見なされがちである。だがコンヴァースの表現は、この二人と違って、叙事的・叙情的である。この交響詩については、アメリカの大衆社会や民主主義のシンボルとして大衆車が選ばれたという側面を見落としてはならないだろう。